# Contea di Sullivan (Missouri)
La contea di Sullivan in inglese Sullivan County è una contea dello Stato del Missouri, negli Stati Uniti. La popolazione al censimento del 2000 era di 7 219 abitanti. Il capoluogo di contea è Milan.